# Bobby Cheng
Pour les articles homonymes, voir Cheng.
Bobby Cheng est un joueur d'échecs australien né le 20 mars 1997 à Hamilton (Nouvelle-Zélande). 

Au 1er mars 2021, il est le deuxième joueur australien avec un classement Elo de 2 539 points.

## Biographie et carrière
Grand maître international depuis 2019, il a remporté le  championnat d'Australie junior (moins de 18 ans) à douze ans, le championnat du monde des moins de 12 ans en 2009, le championnat de Victoria en 2013,  le championnat open d'Australie en 2013 et le championnat d'Australie d'échecs en 2016.
En 2012 et 2013, il joua au premier échiquier de l'Australie pour l'olympiade des moins de 16 ans.
Il a représenté l'Australie lors de l'Olympiade d'échecs de 2018, marquant 7 points sur 10 au quatrième échiquier.